# Air Serbia

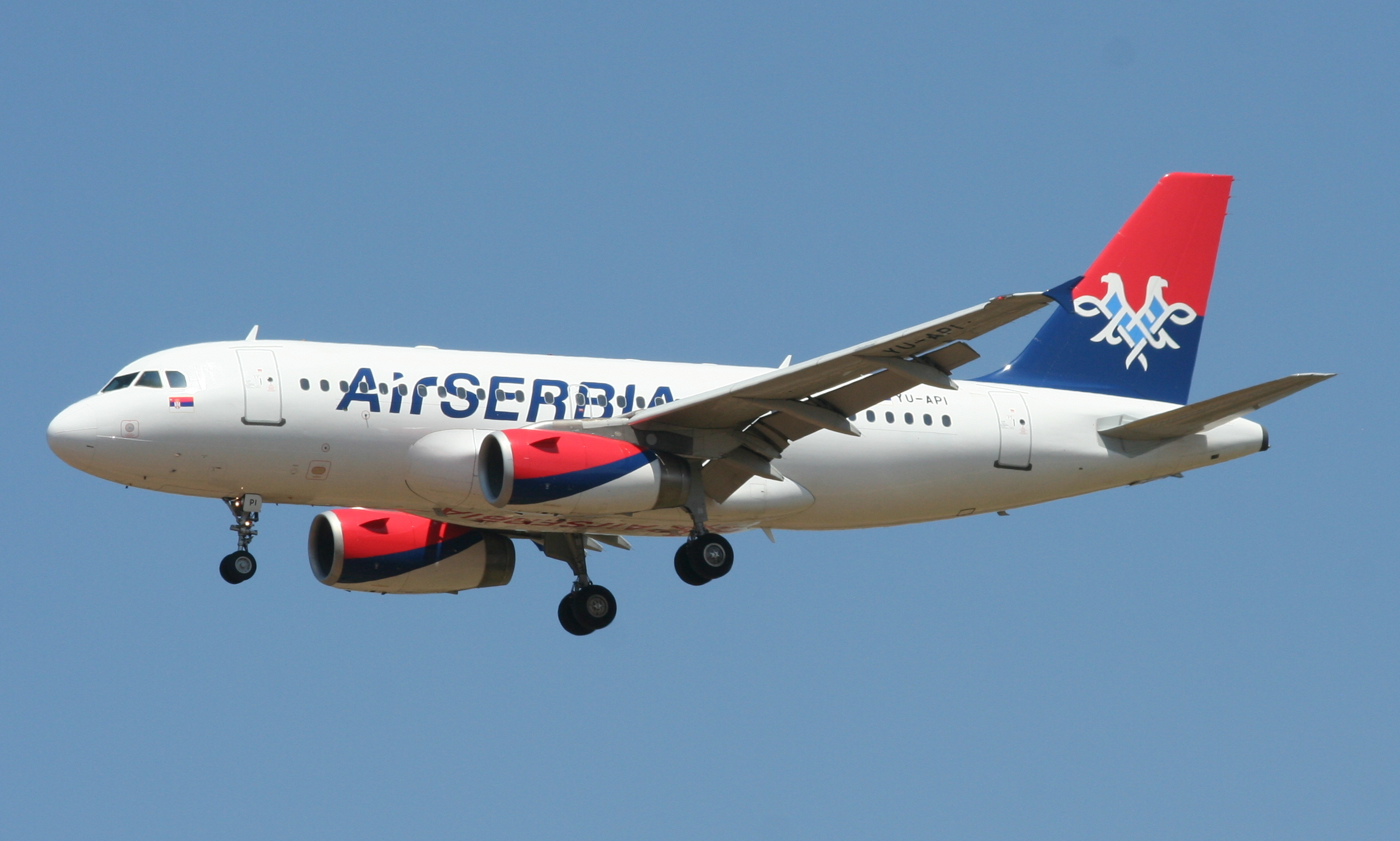
Самолёт Air Serbia

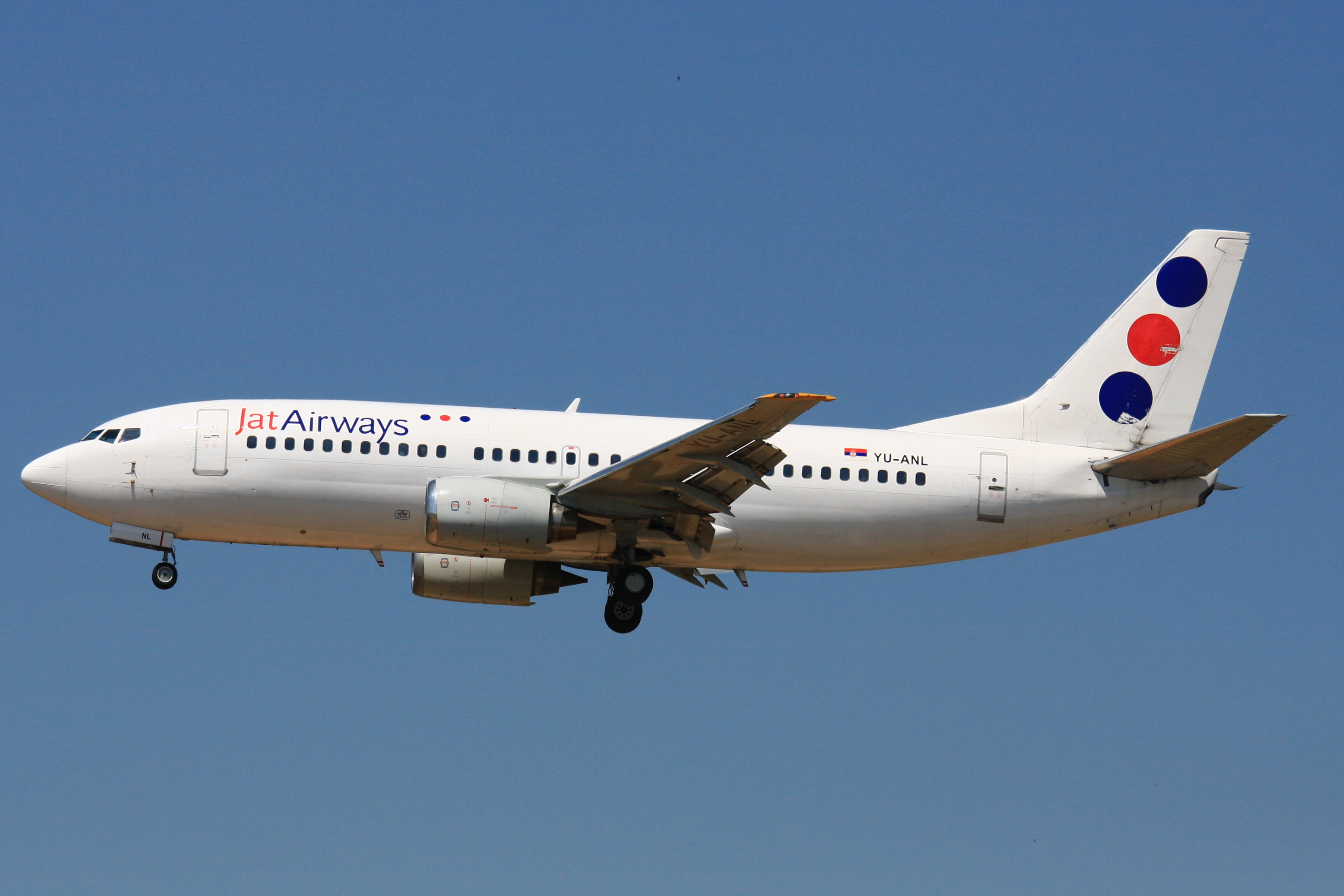
Самолёт JAT Airways

Air Serbia (серб. Ер Србиjа) — государственная авиакомпания Сербии, расположенная в Белграде. До распада Югославии называлась Jугословенски Аеротранспорт (JAT), имела международное название Yugoslav Airlines. 26 октября 2013 года Jat Airways была переименована в Air Serbia.

## История
Авиакомпания была основана в 1927 году и называлась Аеропут. В 1947 её переименовали в Jугословенски Аеротранспорт. В 1980-х была одной из крупнейших авиакомпаний Европы. Однако ситуация ухудшилась, когда в начале 1990-х ООН ввела санкции, означавшие для компании приостановку международных рейсов. Во время натовских бомбардировок Югославии 9 авиалайнеров компании были эвакуированы в Румынию. Сегодня Air Serbia вновь выполняет рейсы в города Европы и поддерживает партнёрство с некоторыми авиакомпаниями, в том числе Lufthansa.
В 2006 году сербские СМИ сообщали о запланированном сотрудничестве компании с Air India. Его целью стало основание новой компании. Также сообщалось о планах Air India использовать белградский аэропорт имени Никола Теслы как транспортный узел для полётов в Северную Америку. В 2006 году компания вновь стала прибыльной, и в августе 2007 года появились данные о её приватизации. Интерес к участию в компании проявили Air India, Аэрофлот, Air Berlin, Air One и Icelandair.
Air Serbia является главной авиакомпанией Сербии; кроме неё, существуют также авиакомпании Aviogenex и Master Airways. Air Serbia — одна из десяти старейших авиакомпаний мира.
1 августа 2013 года JAT Airways и Etihad Airways подписали соглашение о стратегическом партнёрстве. По данному соглашению 49 % акций JAT Airways переходят Etihad, при этом Сербское правительство сохраняет 51 % акций JAT Airways. По данному же соглашению JAT с октября 2013 года должна начать деятельность под брендом Air Serbia серб. Ер Србиjа. 26 октября 2013 года бренд JAT окончательно перестал существовать и авиакомпания стала выполнять деятельность по брендом Air Serbia.

## Международные рейсы
Air Serbia совершает полёты из Белграда во Франкфурт-на-Майне, Москву, Гамбург, Берлин, Лондон, Париж, Вену, Цюрих и другие европейские города. Максимальное расстояние выполняемых рейсов на июнь 2023 — 8010 км. (Чикаго), минимальное — 278 км. (Сараево).
В 2022 году только компания Air Serbia получила право летать в воздушном пространстве России.

### Азия
| Аэропорт  | Страна  | Расстояние, км. | Самолёт                         | Примечания        |
| --------- | ------- | --------------- | ------------------------------- | ----------------- |
| Абу-Даби  | ОАЭ     | 4074            | Boeing 737—300                  | до 4 февраля 2010 |
| Дубай     | ОАЭ     |                 | Boeing 737—300 и Boeing 737—700 | с 9 февраля 2010  |
| Ларнака   | Кипр    | 1780            | Boeing 737—300                  |                   |
| Стамбул   | Турция  | 926             | Boeing 737—300 и Boeing 737—400 |                   |
| Тель-Авив | Израиль | 2090            | Boeing 737—300                  |                   |

### Африка
| Аэропорт | Страна | Расстояние, км. | Самолёт        | Примечания |
| -------- | ------ | --------------- | -------------- | ---------- |
| Монастир | Тунис  | 1400            | Boeing 737—300 |            |
| Триполи  | Ливия  | 1820            | Boeing 737—300 |            |
| Тунис    | Тунис  |                 | Boeing 737—300 | сезонный   |

### Европа
| Город              | Страна               | Расстояние, км. |
| ------------------ | -------------------- | --------------- |
| Амстердам          | Нидерланды           | 1581            |
| Афины              | Греция               | 1044            |
| Берлин             | Германия             | 1126            |
| Брюссель           | Бельгия              | 1513            |
| Валлетта           | Мальта               | 1466            |
| Варшава            | Польша               | 967             |
| Вена               | Австрия              | 597             |
| Гамбург            | Германия             | 1380            |
| Ганновер           | Германия             | 1320            |
| Гётеборг           | Швеция               | 1710            |
| Дюссельдорф        | Германия             | 1348            |
| Копенгаген         | Дания                | 1462            |
| Лондон             | Великобритания       | 1840            |
| Любляна            | Словения             | 510             |
| Милан              | Италия               | 1020            |
| Москва             | Россия               | 1950            |
| Мюнхен             | Германия             | 900             |
| Париж              | Франция              | 1542            |
| Подгорица          | Черногория           | 360             |
| Прага              | Чехия                | 858             |
| Рим                | Италия               | 833             |
| Салоники           | Греция               | 658             |
| Сараево            | Босния и Герцеговина | 278             |
| Скопье             | Северная Македония   | 468             |
| Стокгольм          | Швеция               | 1823            |
| Тиват              | Черногория           | 400             |
| Триест             | Италия               | 641             |
| Франкфурт-на-Майне | Германия             | 1175            |
| Цюрих              | Швейцария            | 1028            |
| Штутгарт           | Германия             | 1094            |
| Санкт-Петербург    | Россия               | 2394            |

### Бывшие рейсы
В таблице приведён список бывших маршрутов, когда-либо совершённых самолётами компании Jat:
| Страна               | Города                                                                       |
| -------------------- | ---------------------------------------------------------------------------- |
| Австралия            | Брисбен, Мельбурн, Перт, Сидней                                              |
| Австрия              | Грац, Клагенфурт, Линц                                                       |
| Албания              | Тирана                                                                       |
| Алжир                | Алжир                                                                        |
| Беларусь             | Минск                                                                        |
| Болгария             | София                                                                        |
| Босния и Герцеговина | Баня-Лука, Мостар                                                            |
| Бразилия             | Рио-де-Жанейро                                                               |
| Великобритания       | Бирмингем, Глазго, Манчестер                                                 |
| Венгрия              | Будапешт                                                                     |
| Германия             | Мюнхен, Гамбург, Ганновер                                                    |
| Египет               | Каир                                                                         |
| Индия                | Калькутта, Мумбаи                                                            |
| Индонезия            | Джакарта                                                                     |
| Иордания             | Амман                                                                        |
| Ирак                 | Багдад                                                                       |
| Иран                 | Тегеран                                                                      |
| Испания              | Барселона, Мадрид                                                            |
| Италия               | Венеция, Турин                                                               |
| Канада               | Ванкувер, Монреаль, Торонто                                                  |
| Кения                | Найроби                                                                      |
| Китай                | Пекин, Гонконг                                                               |
| Республика Корея     | Сеул                                                                         |
| Кувейт               | эль-Кувейт                                                                   |
| Ливан                | Бейрут                                                                       |
| Северная Македония   | Битола                                                                       |
| Малайзия             | Куала-Лумпур                                                                 |
| Мексика              | Мехико                                                                       |
| Новая Зеландия       | Окленд                                                                       |
| Норвегия             | Осло                                                                         |
| ОАЭ                  | Абу-Даби                                                                     |
| Пакистан             | Карачи                                                                       |
| Польша               | Варшава                                                                      |
| Португалия           | Лиссабон                                                                     |
| Россия               | Сочи, Краснодар                                                              |
| Румыния              | Бухарест, Тимишоара                                                          |
| Сербия               | Ниш, Нови-Сад, Приштина, Трстеник, Ужице                                     |
| Сингапур             | Сингапур                                                                     |
| Сирия                | Дамаск                                                                       |
| Словакия             | Братислава                                                                   |
| Словения             | Марибор                                                                      |
| США                  | Вашингтон, Детройт, Кливленд, Лос-Анджелес, Сиэтл, Нью-Йорк, Хьюстон, Чикаго |
| Таиланд              | Бангкок                                                                      |
| Турция               | Анкара                                                                       |
| Украина              | Киев                                                                         |
| Финляндия            | Хельсинки                                                                    |
| Франция              | Мюлуз, Лион                                                                  |
| Хорватия             | Борово, Дубровник, Загреб, Задар, Осиек, Риека, Сплит                        |
| Черногория           | Бар, Беране, Жабляк, Херцег-Нови                                             |
| Чехия                | Брно, Прага                                                                  |
| Швейцария            | Женева, Санкт-Галлен                                                         |
| ЮАР                  | Йоханнесбург                                                                 |
| Япония               | Токио                                                                        |

## Самолёты в эксплуатации
На ноябрь 2021 года, авиапарк Air Serbia состоит из:
| Изображение | Тип             | Количество | Пассажиры | Пассажиры | Пассажиры |
| Изображение | Тип             | Количество | C         | Y         | Всего     |
| ----------- | --------------- | ---------- | --------- | --------- | --------- |
|             | Airbus A319     | 11         | 8         | 136       | 144       |
|             | ATR 72-500      | 2          | 0         | 70        | 70        |
|             | Embraer E195    | 2          | ?         | ?         | ?         |
|             | Airbus A320     | 3          | 8         | 166       | 174       |
|             | Airbus A330-200 | 2          | 21        | 236       | 257       |

## Катастрофы и чрезвычайные происшествия

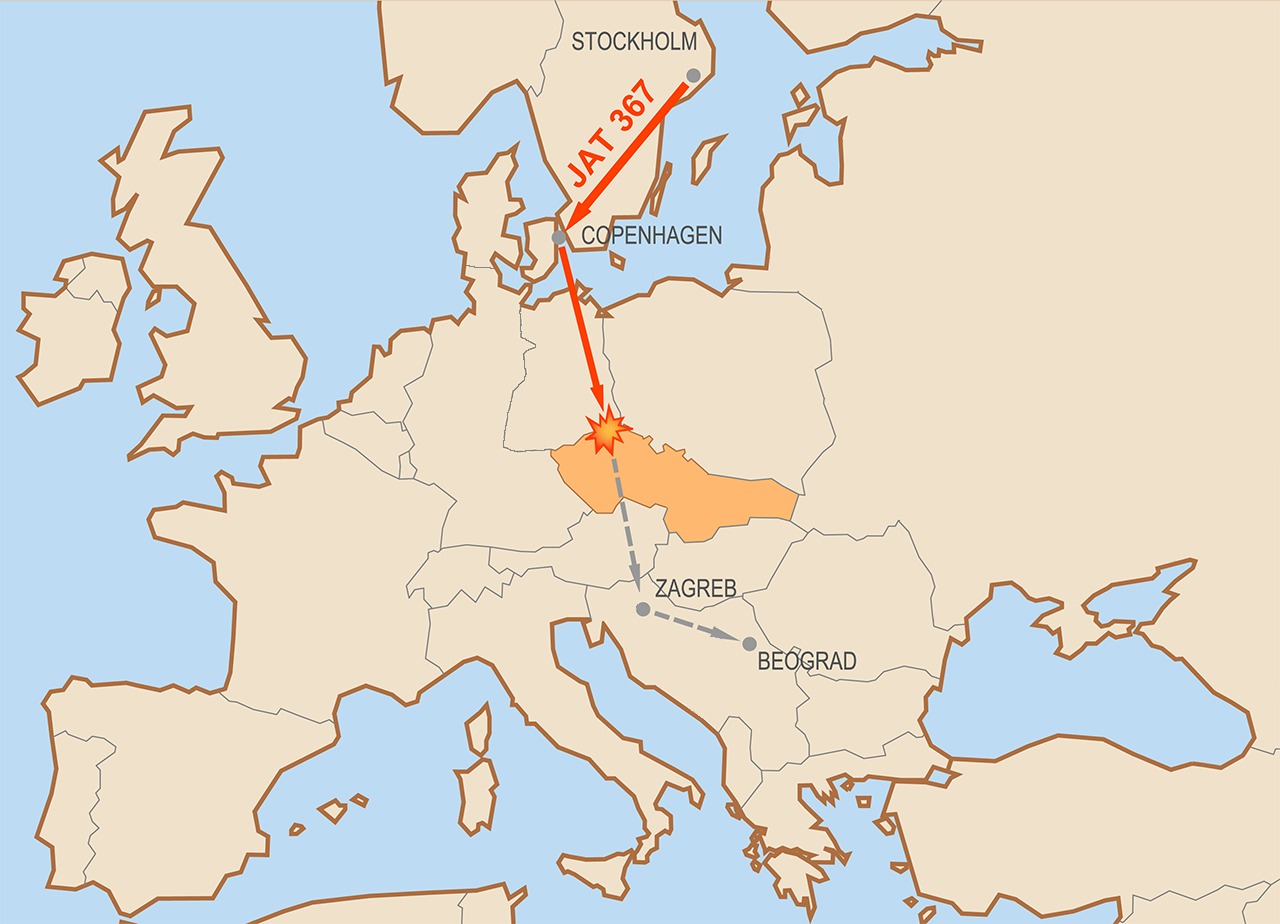
Карта места крушения 26 января 1972

В истории пассажирских перевозок авиакомпании Jat Airways было две катастрофы, в которых погибли 68 человек:
- Катастрофа DC-9 над Хинтерхермсдорфом 26 января 1972 года. Во время полёта рейса JU367 Стокгольм—Копенгаген—Загреб—Белград произошёл взрыв на борту и последующее крушение самолёта, находившегося на высоте 10 160 метров на участке Копенгаген—Загреб. Его обломки упали в районе деревни Србска-Каменице (Чехословакия, ныне Устецкий край, Чехия). Погибли все 23 пассажира и 4 из 5 членов экипажа. Выжила только стюардесса Весна Вулович[8].
- Катастрофа SE-210 под Титоградом 11 сентября 1973 года — самолёт рейса JU769 Скопье—Титоград врезался в гору Маганик вблизи Титограда (ныне — Подгорица, Черногория). Погибли все пассажиры и члены экипажа, находившиеся на борту. Общее число погибших — 41 человек[9].
- 19 февраля 2024 года Embraer E195LR при взлёте оказался за пределами взлётной полосы и врезался в светотехническое оборудование аэропорта имени Николы Теслы, но продолжил взлёт с пробоиной в фюзеляже. Спустя около часа, после выработки топлива, самолёт произвёл успешную посадку в аэропорту вылета. По последней информации, никто не пострадал[10].

После начала боевых действий на Украине в 2022 году некоторые рейсы Air Serbia в Москву стали срываться из-за звонков с заведомо ложными сообщениями о минировании самолёта: подобные угрозы связывались с внешнеполитическим давлением на Сербию.

## Награды
- Орден Звезды Карагеоргия II степени (Сербия)[13]